# 그린스토어
주식회사 그린스토어(영어: GREEN STORE INC.)는 건강기능식품 제조, 수출입, 유통 및 판매하는 대한민국의 기업이다.